# Bidastan
Bīdastān (farsi بیدستان) è una città dello shahrestān di Elburz, circoscrizione di Mohammadiyeh, nella provincia di Qazvin in Iran. Aveva, nel 2006, una popolazione di 20.110 abitanti. 